# Condado de Greene (Carolina do Norte)
O Condado de Greene é um dos 100 condados do estado americano da Carolina do Norte. A sede do condado é Snow Hill, e sua maior cidade é Snow Hill. O condado possui uma área de 689 km² (dos quais 1 km² estão cobertos por água), uma população de 18 974 habitantes, e uma densidade populacional de 28 hab/km² (segundo o censo nacional de 2000). O condado foi fundado em 1791.